# Kuiper Airborne Observatory
O Kuiper Airborne Observatory (KAO) foi um observatório voador operado pela NASA para ajudar em pesquisas de astronomia infravermelha. Ele era um avião Lockheed C-141 Starlifter altamente modificado com um alcance de 11 112 km, capaz de realizar operações de pesquisa a mais de 12 km.
O Kuiper Airborne Observatory fez várias grandes descobertas, incluindo os primeiros sinas dos anéis de Urano e a evidência definitiva de uma atmosfera em Plutão. Começou a operar em 1974 e foi aposentado em 1995, sendo substituído pelo Boeing 747SP SOFIA.